# Acanthophyllum lamondiae
Acanthophyllum lamondiae är en nejlikväxtart som beskrevs av H. Schiman-czeika. Acanthophyllum lamondiae ingår i släktet Acanthophyllum och familjen nejlikväxter. Inga underarter finns listade i Catalogue of Life.